# Ганс-Юрген Гаупт
Ганс-Юрген Гаупт (англ. Hans-Jürgen Haupt; 19 лютого 1911, Берлін — 22 березня 1943, Біскайська затока) — німецький офіцер-підводник, капітан-лейтенант резерву крігсмаріне.

## Біографія
Служив на торговому флоті. 5 квітня 1935 року вступив в рейхсмаріне. 29 січня 1938 року звільнений у відставку.
11 листопада 1940 року призваний на флот. Після проходження курсу підводника 28 січня 1941 року направлений на будівництво підводного човна U-560, 14 лютого 1941 року — на будівництво U-203. З 18 лютого 1941 року — старший штурман і 3-й вахтовий офіцер, з 1 серпня 1941 року — 2-й вахтовий офіцер на U-203, на якому взяв участь у шести походах в Північну Атлантику, під час яких були потоплені 13 кораблів загальною водотоннажністю 46 631 тонну і пошкоджені 3 кораблі (17 052 тонни).
З 6 травня по 22 червня 1942 року пройшов курс командира човна, після чого був направлений на будівництво U-665. З 22 липня 1942 року — командир U-665. 20 лютого 1943 року вийшов у свій перший і останній похід. 17 березня 1943 року потопив британський торговий пароплав Fort Cedar Lake водотоннажністю 7134 тонни, який перевозив генеральні вантажі; всі 50 членів екіпажу вціліли. 22 березня 1943 року U-665 і всі 46 членів екіпажу зникли безвісти в Біскайській затоці західніше Сен-Назер.

## Звання
- Кандидат в офіцери (5 квітня 1935)
- Фенріх-цур-зее (1 липня 1935)
- Оберфенріх-цур-зее (1 січня 1937)
- Оберфенріх-цур-зее резерву у відставці (29 січня 1938)
- Обербоцман резерву (11 листопада 1940)
- Оберштурман резерву (1940)
- Лейтенант-цур-зее резерву (1 січня 1942)
- Оберлейтенант-цур-зее резерву (1 лютого 1943)
- Капітан-лейтенант резерву (1 березня 1943, посмертно заднім числом)

## Нагороди
- Іспанський хрест в бронзі (6 червня 1939)
- Залізний хрест
  - 2-го класу (1 липня 1941)
  - 1-го класу (1 лютого 1942)
- Нагрудний знак підводника (3 серпня 1941)